# Senvion
Pour les articles homonymes, voir Repower.

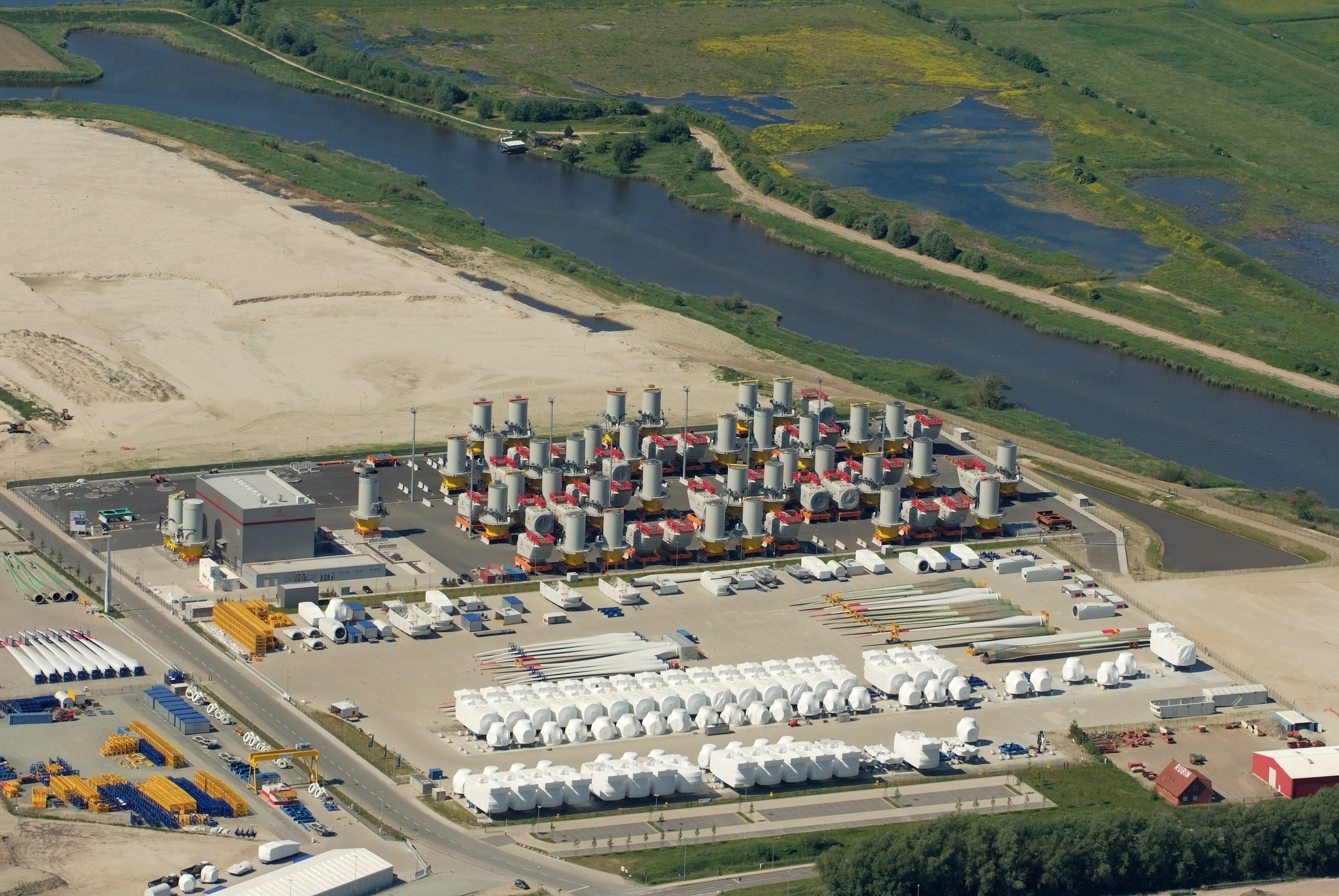
REpower en Bremerhaven, Allemagne (2012)

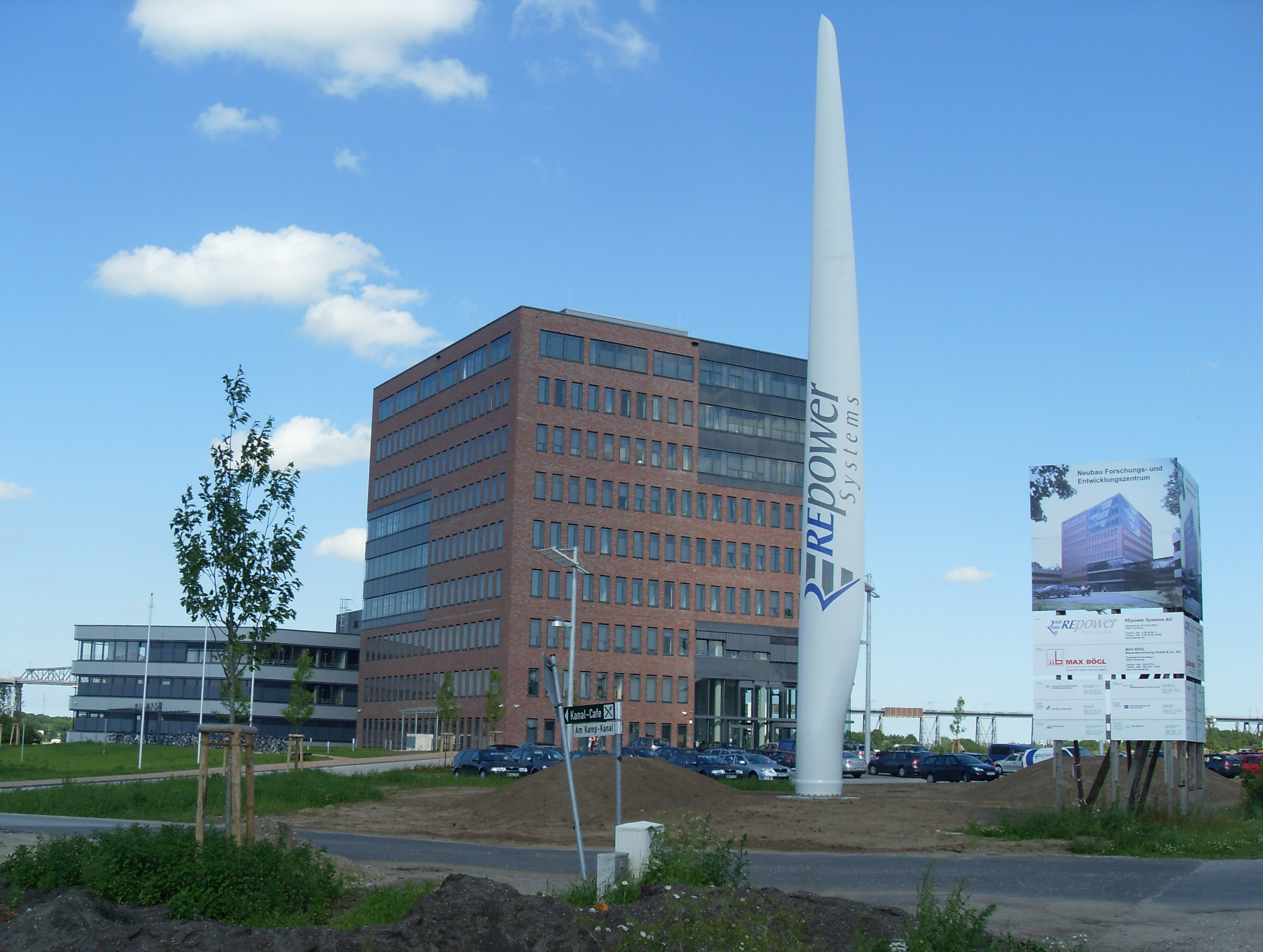
Centre technique in Osterrönfeld, Allemagne (Juin 2010)

Senvion SE (anciennement REpower Systems SE) était une société anonyme allemande dans le domaine de l'énergie éolienne. Elle concentrait ses activités sur la vente et la production d'éoliennes. La société s'est déclarée en défaut de paiement le 8 avril 2019. Le 28 août de la même année, elle annonçait l'échec des démarches visant à trouver un repreneur global pour ses activités.
Elle a employé jusqu'à 4 338 personnes. Son siège se situait à Hambourg, mais la société était enregistré au registre du commerce luxembourgeois avec son siège déclaré à Luxembourg. Le dernier président a été Yves Rannou, qui a succédé à Jurgen Geissinger alors que l'entreprise était déjà en difficultés. Sa filiale française est Senvion France SAS.

## Constitution
La société Repower est créée en 2001 à Hambourg, par la fusion de quatre sociétés : 
- Jacobs Energie GmbH, fondée en 1991 à Heide. En 1994, elle finalise sa première éolienne. En 1999, la société fait l'acquisition de la division "éoliennes" du chantier naval Husum, fabricant actif depuis la fin des années 1980.
- BWU (Brandenburgische Wind- und Umwelttechnologien GmbH), fondée en 1996
- Pro + pro Energiesysteme GmbH & Co KG, créé en 1997
- REKG (Regenerative Energies Denker & Dr. med. Wulf KG), fondée en 1995 à Sehestedt. Cofondatrice de Repower en 2001-2002, elle s'en est séparée au terme d'un management buy-out en 2004.

## Historique
Au début des années 2000, l'actionnariat de Repower se compose de quelques actionnaires de références, comme le groupe portugais Martifer.
En 2005, le géant du nucléaire Areva fait l'acquisition de 20% des parts de la société. En 2007, une offre publique d'achat vise à doter l'industriel français d'une majorité au conseil d'administration, mais le producteur indien d'éoliennes Suzlon fait une offre supérieure et récupère les 25% de Martifer .
Les deux prétendants surenchérissent pour tenter d'obtenir 50% du capital puis finissent par s'entendre, laissant ceux qui avaient spéculé sur une nouvelle escalade sur le carreau. Le cours de l'action est passé de 105 € (entrée au capital d'Areva) à plus de 150 € (dernière proposition de Suzlon dans le cadre de l'OPA). 
Fin 2007, Suzlon prend les commandes et dispose en 2009 de plus de 95% du capital de Repower. En conséquence, l'action est retirée de l'indice allemand ÖkoDAX faute d'un flottant suffisant. A ce moment, l'entreprise a le vent en poupe, avec l'inauguration d'une implantation à Bremerhaven visant la conception et la production de machines offshore. Selvion est alors et depuis 2004 à la pointe des fabricants ayant une machine de 5 mégawatts à leur catalogue.
En 2014, l'entreprise devient Senvion, faute d'avoir trouvé un accord pour prolonger l'utilisation du nom Repower avec le titulaire de cette marque.
Le marché européen se caractérise alors par une réduction des aides publiques et malgré l'inauguration en fanfare de sa 7 777° turbine, le constructeur est désormais devancé technologiquement par Siemens, Gamesa (qui ont uni leur destinées), General Electric et Vestas qui proposent des machines offshore de 8 MW. 
Suzlon n'est pas parvenu à maintenir Senvion à une place de leader et revend la société en 2015 au quart du prix auquel elle l'a acquis. Le fonds américain Centerbridge embarque quelques mois plus tard le fonds Arpwood capital dans l'aventure. Le titre est également réintroduit en bourse.
Un plan de redéploiement à l'international est mis en œuvre mais il est trop ambitieux et la production ne suit pas la demande. Des retards et pénalités pèsent sur les liquidités et les résultats de l'entreprise qui se déclare insolvable en avril 2019 faute d'avoir trouvé un accord pour restructurer sa dette qui dépasse le milliard d'euros et d'avoir libéré des liquidités supplémentaires. Malgré un carnet de commande rempli, aucune offre pour une prise de contrôle globale n'est déposée et la société est mise en liquidation début septembre 2019. 
Le 21 octobre 2019, Siemens Gamesa annonce le rachat de la partie service européenne de Senvion, des propriétés intellectuelles et d'une usine de fabrication de pales à Vagos au Portugal incluant plus de 2 000 employés de Senvion, le tout pour 200 millions d'euros. Après l'accord de la Commission européenne le 23 décembre 2019, les transactions devraient être finalisées en mars 2020.

## Type d'aérogénérateurs

### Jacobs type 43/600
Une unité de 600 kW, dotée de pales de 57 mètres et produite conjointement par Jacobs Energie et la BWU à partir de 1996

### Jacobs HSW 1000 (devenue Repower 57/1000)
Une des premières unités de 1,05 MW disponible sur le marché, produite par Jacobs Energie à partie de 1998 et reprise au catalogue de Repower ensuite.

### BWU 48/600 et 48/750
Une unité disposant de pales de 48 mètres et disponible en deux variantes de 600 kW et 750 kW, commercialisée en 1999.

### Repower MD70/77
Une unité produisant 1,5 MW crète. La MD77 est adaptée aux zones moins venteuses avec des pales plus grandes et est commercialisée en 2000.

### Senvion MM82 / MM92 / MM100
La gamme MM est constituée des modèles MM82, MM92 et MM100, respectivement dotés de rotor de 82, 92 et 100 mètres de diamètre. La puissance nominale de ces machines est de 2,05 MW pour les MM82 et MM92 et de 2 MW pour la MM100.

### Senvion 3.4M104 / 3.2M114 / 3.0M122
La Senvion 3.2M114 est une éolienne terrestre dotée d'un rotor de 114 mètres de diamètre. Elle développe une puissance nominale de 3,2 MW. La 3.4M104 possède un rotor de 104 mètres de diamètre et produit 3,4 MW à puissance nominale et la 3.0M122 est dotée d'un rotor de 122 mètres de diamètre et d'une puissance nominale de 3 MW.

### Senvion 5M / 6M

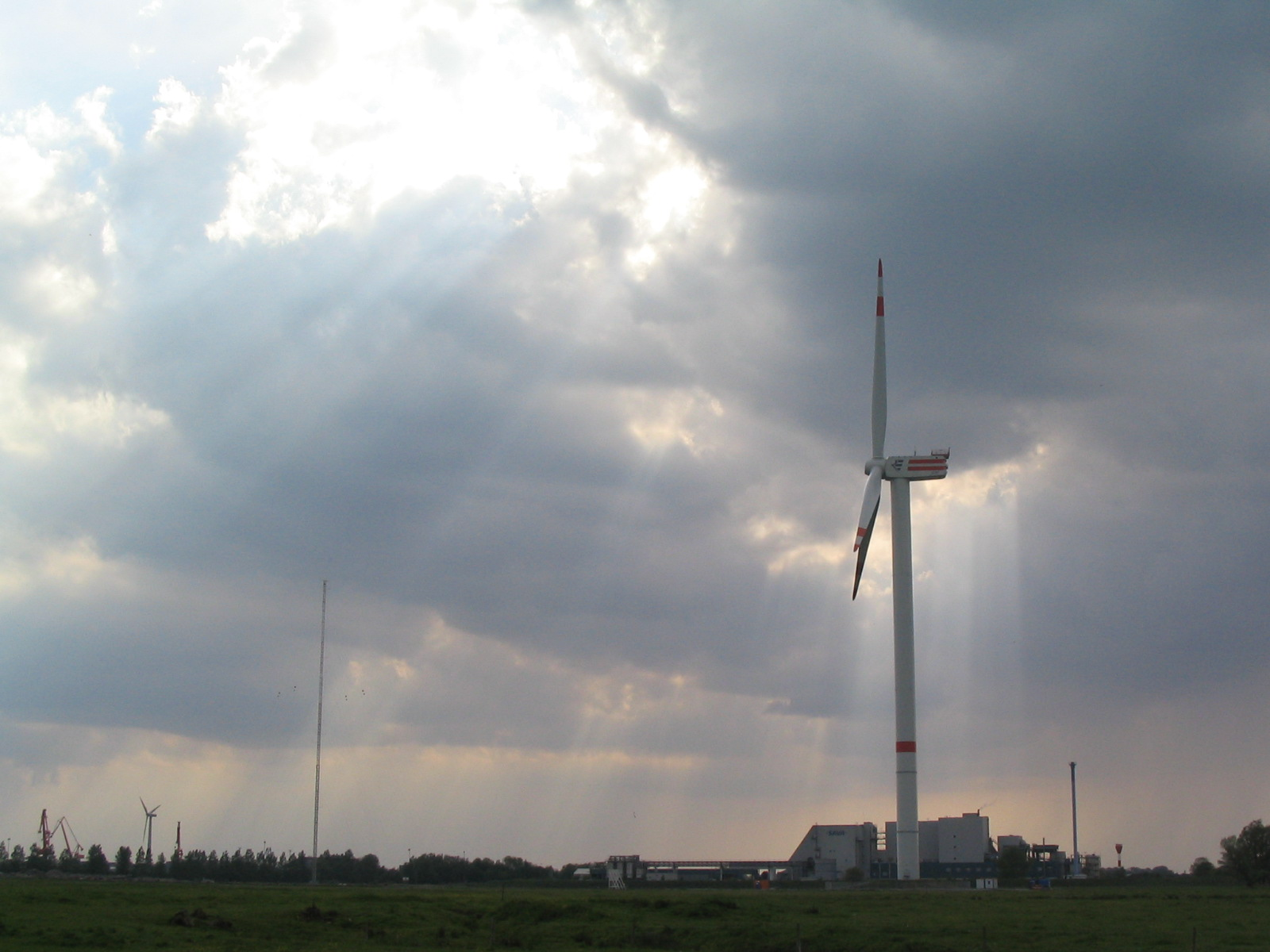
Le prototype 5M de REpower à Brunsbüttel

La Senvion 5M est une éolienne située à Brunsbüttel, qui fut construite en 2004 par l'entreprise REpower Systems et qui délivre depuis novembre 2004 de l'électricité sur le réseau public de distribution. Le générateur a une puissance nominale de 5 mégawatts (MW), des pales d'une longueur de 63 m, pour un diamètre du rotor de 126 m. Cette machine est conçue pour les parcs éoliens offshore et doit produire environ 17 millions de kWh (17 GWh) par an. La hauteur de la tour atteint 120 m, et la hauteur totale 183 m.
Les performances exceptionnelles de cette éolienne sont le fruit de plusieurs avancées techniques combinées. Tout d’abord l’utilisation largement répandue de matériaux composites tels que les fibres de carbone qui remplacent la fibre de verre. Ainsi le rotor en fibres de carbone de la version précédente de 44 m pèse moins que celui en fibres de verre de 39 m de la version encore antérieure. Ensuite, l’utilisation de pales à pas variable permettant une utilisation de l’éolienne sur une plage de vent beaucoup plus importante, allant de 9 km/h à 100–120 km/h pour la 5M contre 17 km/h à 79 km/h pour une éolienne sans pas variable.
Au moment de sa mise en service, la 5M était l'éolienne la plus puissante au monde. L'éolienne actuellement la plus puissante (début 2014) est la V164 de la société Vestas avec une puissance installée de 8 MW.
Senvion a développé sur la base de la 5M, l'éolienne 6M. Elle délivre une puissance nominale de 6,15 MW.

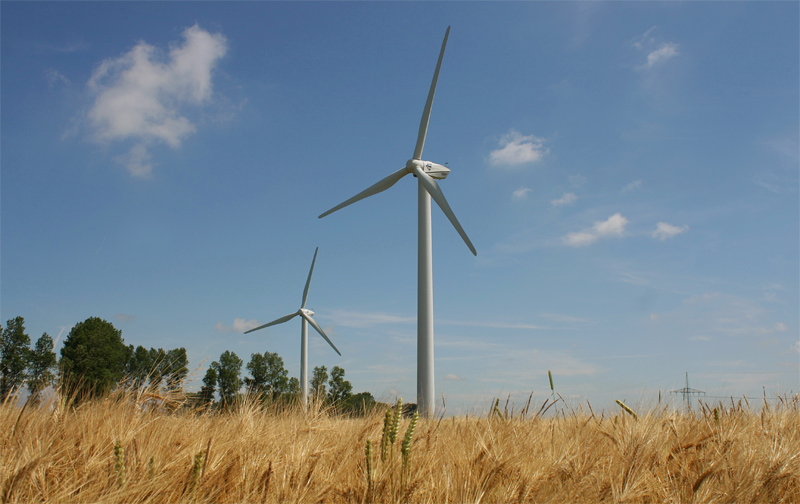
Modèle MD70 en St. Michaelisdonn, Allemagne
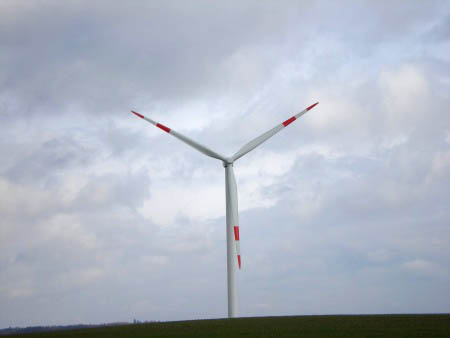
Modèle MM92 en Frankenhardt-Honhardt, Allemagne
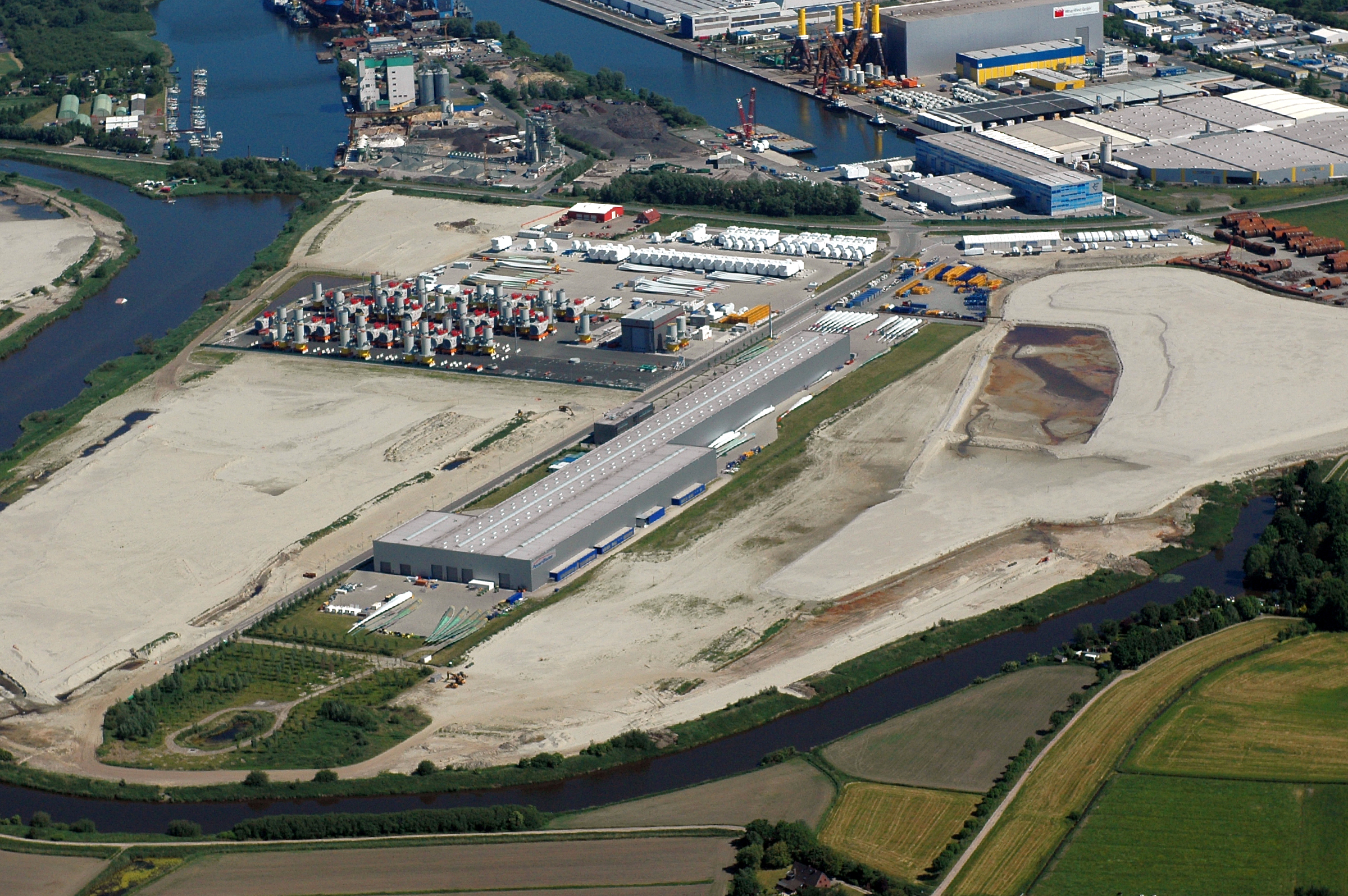
Filiale de REpower: PowerBlades in Bremerhaven
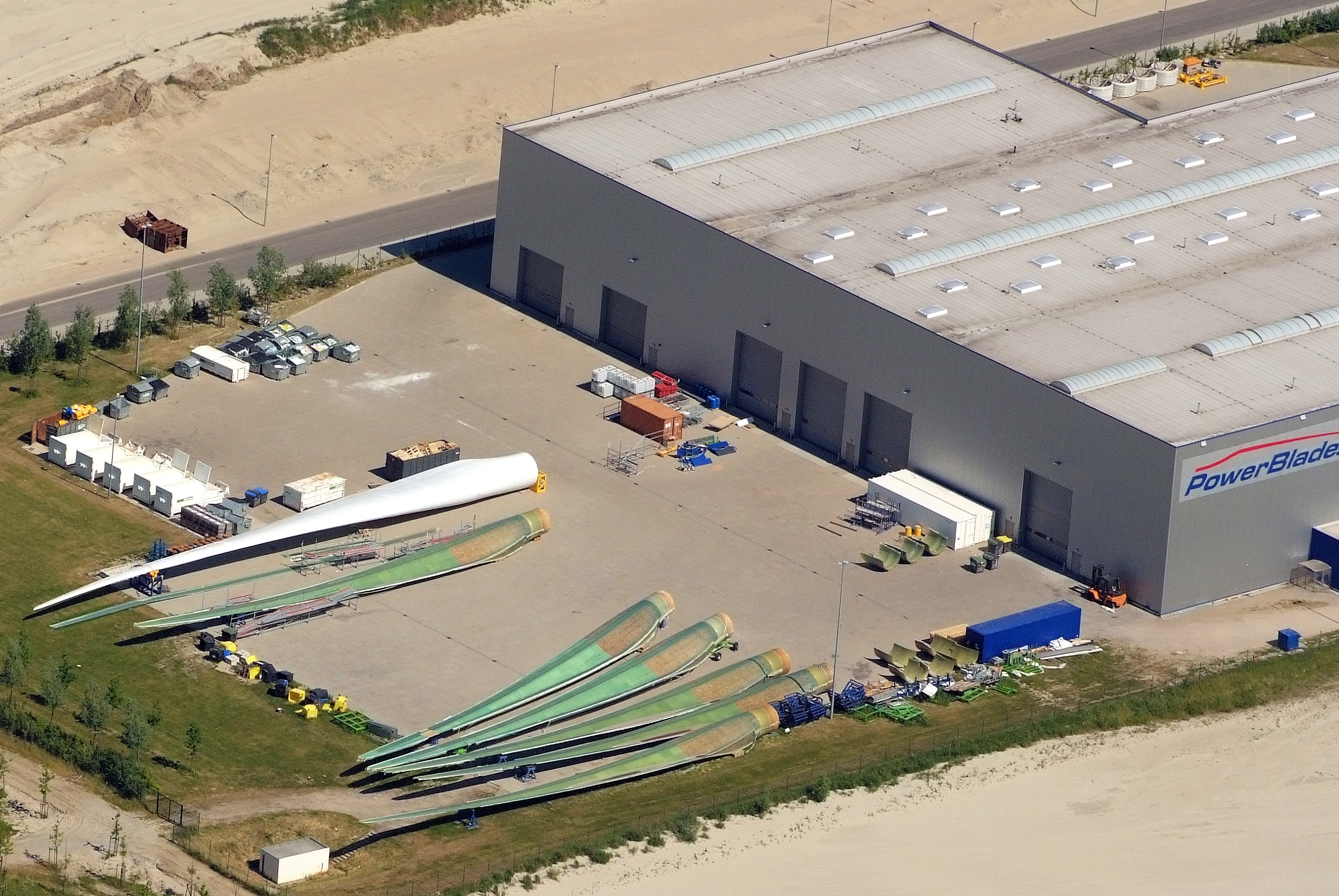
Pales de rotor sur le site de l'usine
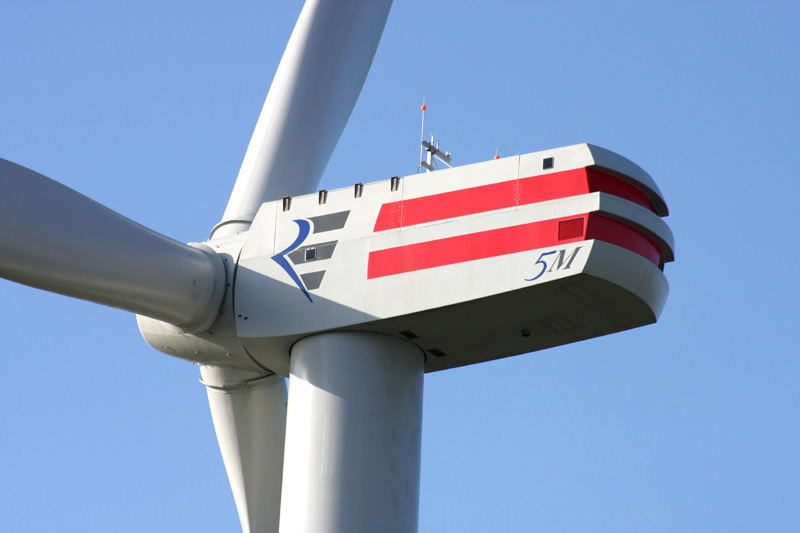
Machine du modèle 5M
- Senvion 3.0M122, hauteur 200m à Saint-Martial-sur-Isop